# سيلينة كوتشي
سيلينة كوتشي[محل شك]  (باللاتينية: Silene kotschyi) أو سيلينة الجبل الأقرع نوع نباتي يتبع جنس السيلينة من الفصيلة القرنفلية. سميت تكريما لعالم النبات كارل فريدريش كوتشي.

## الموئل والانتشار
موطنها بلاد الشام وقبرص وتركيا.

## مرادفات للاسم العلمي
- (باللاتينية: Silene cassia)
- (باللاتينية: Silene exsudans)